# 景星镇 (宁南县)
景星镇，是中华人民共和国四川省凉山彝族自治州宁南县曾经下辖的一个镇。2019年12月，撤消景星镇，所属行政区域划归宁远镇管辖。

## 行政区划
景星镇撤销前下辖以下地区：
天鹤村、梓油村、黑泥沟村和塘鞍村。